# Kaspar Schatzgeyer
Kaspar Schatzgeyer (auch: Caspar Schatzger, lat. Sasgerus; * 1463 oder 1464 in Landshut; † 18. September 1527 in München) war als Franziskaner ein Kontroverstheologe der Reformationszeit.

## Leben
Caspar Schatzger wurde um 1463 in Landshut geboren, wo er im Kloster der Minderbrüder (Franziskaner) seine Grundausbildung erhielt. Ab 1480 studierte er in Ingolstadt und schloss sein Studium mit dem Baccalaureus Artium ab. Um 1482 legte er die Profess als Franziskaner ab. Wo er anschließend seine theologischen Studien begann, ist nicht bekannt. Seinem Orden stand er wiederholt als Lektor der Theologie zur Verfügung, so ab 1487 in Landshut, von 1489 bis 1496 in Ingolstadt und ab 1496 in München, wo er von 1499 bis 1508 zusätzlich als Guardian belegt ist. Von 1510 bis 1514 war er wiederum als Lektor und Prediger in Ingolstadt tätig. Seit seiner Zeit in Ingolstadt war er mit Johannes Eck befreundet. Von 1514 bis 1517 und von 1520 bis 1523 war er Provinzialminister seiner Ordensprovinz, der Oberdeutschen oder Straßburger Franziskanerprovinz. In dieser Funktion lernte er auf seinen zahlreichen Reform- und Visitationsreisen die Umbruchstimmung der Zeit kennen. Von 1517 bis 1520 war er Guardian im Kloster Nürnberg, wo er die Bekanntschaft Caritas Pirckheimers machte.
Mehrfach hatte er gegen reformatorisch gesinnte Ordensangehörige vorzugehen. So trat er 1521 dem Ulmer Prediger Eberlin von Günzburg entgegen. Auf einer Visitationsreise 1522 nach Basel musste er gegen einige als lutherisch bezeichnete Franziskaner vorgehen. Die geplante Versetzung seines Freundes, des Guardians Konrad Pellikan, und des Predigers Johannes Lüthard verhinderte jedoch der Rat von Basel. 1523 wurde Schatzgeyer am Generalkapitel von Burgos zum Inquisitor der deutschen und benachbarten Ordensprovinzen ernannt. Im gleichen Jahr wurde er zum Guardian in München ernannt. Dort starb er am 18. September 1527 und wurde im Chor der Münchner Franziskanerkirche bestattet.

## Wirkung

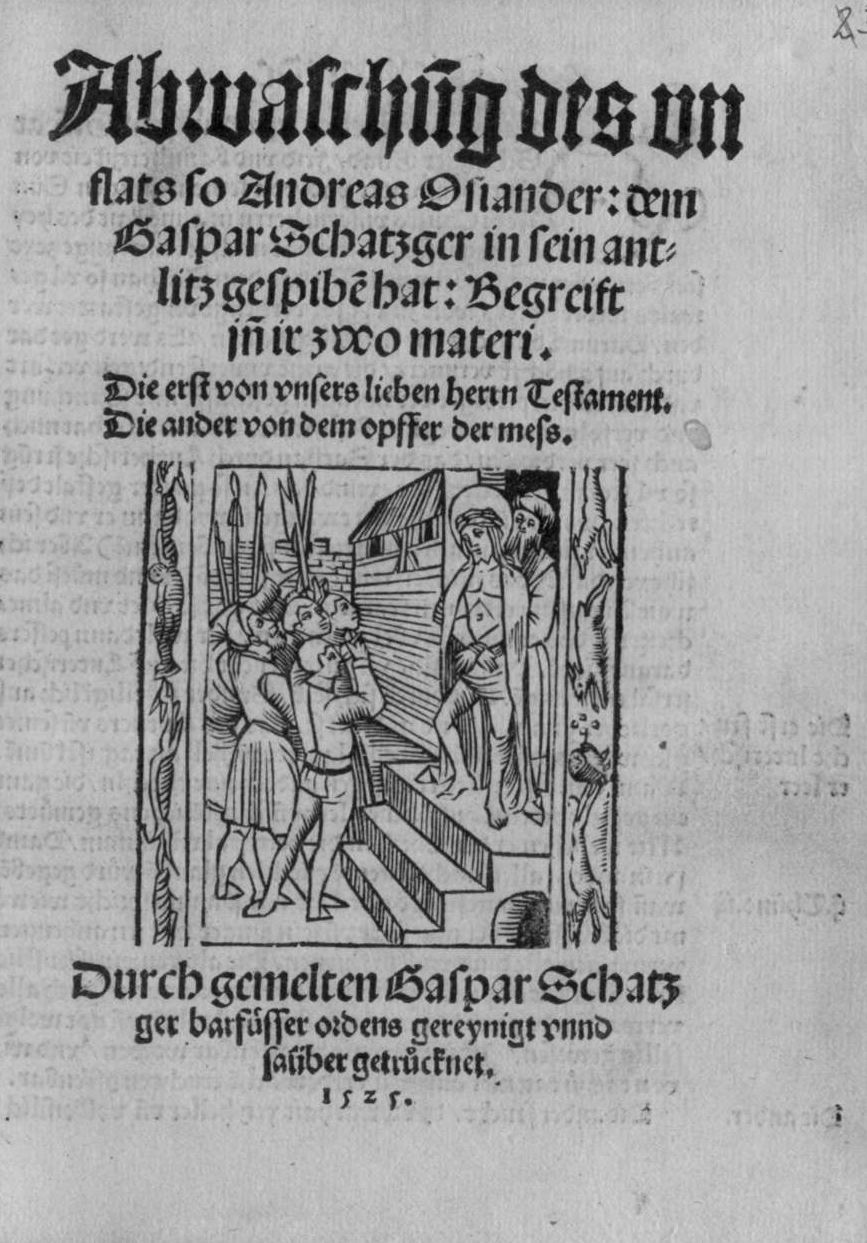
Titelblatt einer Flugschrift gegen Andreas Osiander, 1525.

Unter den Kontroverstheologen der Reformationszeit gilt Schatzger im Gegensatz zu Eck, Emser und Murner als eher gemäßigter Vertreter, der persönliche Polemik vermied. Seine erste gegen Luther gerichtete Schrift aus dem Jahr 1522 Scrutinium divinae scripturae pro conciliatione dissidentium dogmatum benannte er selbst als Versöhnungsschrift. Luther hingegen bezeichnete die Schrift als „erbärmlichen Versuch die Heilige Schrift und die Scholastik in Einklang zu bringen“.  In den folgenden Schriften befasste sich Schatzgeyer in erster Linie mit der Verteidigung des Mönchtums, der Heiligenverehrung, der Messe und des Fegefeuers. Dabei geriet er außer mit Luther auch in persönliche Auseinandersetzungen mit den Reformatoren Bucer, Osiander, Schwarzenberg, Lambert von Avignon, Briesmann und anderen.
Auf Veranlassung des bayrischen Kanzlers Leonhard von Eck erschien 1543 eine Gesamtausgabe der lateinischen Schriften. Trotzdem blieb sein Werk hinter den Schriften anderer Kontroverstheologen seiner Zeit im Hintergrund.

## Werke (Auswahl)
- Scrutinium divinae scripturae pro conciliatione dissidentium dogmatum. München 1522. (Münster 1922)
- Von der lieben heiligen Eerung vnnd Anrüeffung Das Erst teütsch Büechlin, Item Vil mer Materien jnn jm begreyffend, dann das lateinisch vor außgangen. München 1523
- Von der warn Christlichen und Evangelischen freyheit ein außgedruckte erklärung mit zwelff Cristlichen leeren, und nachvolgend mit zwaintzig irrsalen den leeren widerstrebenten. München 1524
- Ware erklärung vnd vnderrichtung ains Artickels, die Eeschaidung betreffend. München 1524
- Abwaschung des unflats, so Andreas Osiander dem Gaspar Schatzger in sein antlitz gespiben hat Begreift inn ir zwo materi, Die erst von unsers lieben herrn Testament, Die ander von dem opffer der mess. Landshut 1525.
- Vom fegfeür oder volkommner Raynigung der außerwölten, Das durch die gnugthuung Christi, das Fegfeüer nit außgelescht ist. München 1525
- Omnia opera, reverendi ac perdeuoti patris F. Gasparis Schatzgeri, Bauari Minoritarum Ministri prouincialis, de obseruantia per superiorem Germaniam, pro synceritate fidei ac euangelicae ueritatis. Erste Gesamtausgabe. Ingolstadt 1543.